# Argentina en la Copa Mundial de Fútbol de 1994
La selección de Argentina fue uno de los 24 equipos participantes en la Copa Mundial de Fútbol de 1994, torneo que se llevó a cabo del 17 de junio al 17 de julio en los Estados Unidos de América.
Fue la decimoprimera participación de Argentina, que formó parte del Grupo D, junto a Bulgaria, Grecia y Nigeria.

## Clasificación

### Tabla de posiciones
| Pos. | Selección | Pts | PJ | PG | PE | PP | GF | GC | Dif. |
| ---- | --------- | --- | -- | -- | -- | -- | -- | -- | ---- |
| 1.   | Colombia  | 10  | 6  | 4  | 2  | 0  | 13 | 2  | 11   |
| 2.   | Argentina | 7   | 6  | 3  | 1  | 2  | 7  | 9  | –2   |
| 3.   | Paraguay  | 6   | 6  | 1  | 4  | 1  | 6  | 7  | –1   |
| 4.   | Perú      | 1   | 6  | 0  | 1  | 5  | 4  | 12 | –8   |

### Partidos
| Fecha                   | Lugar        | Jornada |           | Resultado |           |
| ----------------------- | ------------ | ------- | --------- | --------- | --------- |
| 1 de agosto de 1993     | Lima         | 1       | Perú      | 0:1 (0:1) | Argentina |
| 8 de agosto de 1993     | Asunción     | 2       | Paraguay  | 1:3 (1:1) | Argentina |
| 15 de agosto de 1993    | Barranquilla | 3       | Colombia  | 2:1 (1:0) | Argentina |
| 22 de agosto de 1993    | Buenos Aires | 4       | Argentina | 2:1 (2:0) | Perú      |
| 29 de agosto de 1993    | Buenos Aires | 5       | Argentina | 0:0       | Paraguay  |
| 5 de septiembre de 1993 | Buenos Aires | 6       | Argentina | 0:5 (0:1) | Colombia  |

### Repechaje frente a Australia

#### Partido de ida
| 31 de octubre de 1993, 17:30 | Australia  | 1:1 (1:1) | Argentina | Estadio Aussie, Sídney                                  |                                                         |
|                              | Vidmar 42' |           | Balbo 37' | Asistencia: 43 967 espectadores Árbitro(s): Sandor Puhl | Asistencia: 43 967 espectadores Árbitro(s): Sandor Puhl |

| Uniformes | Uniformes | Uniformes | Uniformes |
| --------- | --------- | --------- | --------- |
| Arquero   |           |           | Arquero   |

#### Partido de vuelta
| 17 de noviembre de 1993, 21:15 | Argentina     | 1:0 (0:0) (Global 2:1) | Australia | Estadio Monumental, Buenos Aires                             |                                                              |
|                                | Batistuta 59' |                        |           | Asistencia: 52 452 espectadores Árbitro(s): Peter Milkkelsen | Asistencia: 52 452 espectadores Árbitro(s): Peter Milkkelsen |

| Uniformes | Uniformes | Uniformes | Uniformes |
| --------- | --------- | --------- | --------- |
| Arquero   |           |           | Arquero   |

## Preparación

### Partidos previos
Datos correspondientes al periodo entre la finalización de la Copa América 1993 y el inicio de la Copa Mundial de Fútbol de 1994
| Fecha                   | Lugar     | Competición |           |                      | Resultado |                      |           |
| ----------------------- | --------- | ----------- | --------- | -------------------- | --------- | -------------------- | --------- |
| 15 de diciembre de 1993 | Miami     | Amistoso    | Argentina | Bandera de Argentina | 2:1 (1:1) | Bandera de Alemania  | Alemania  |
| 24 de marzo de 1994     | Recife    | Amistoso    | Brasil    | Bandera de Brasil    | 2:0 (1:0) | Bandera de Argentina | Argentina |
| 20 de abril de 1994     | Salta     | Amistoso    | Argentina | Bandera de Argentina | 3:1 (1:1) | Bandera de Marruecos | Marruecos |
| 18 de mayo de 1994      | Santiago  | Amistoso    | Chile     | Bandera de Chile     | 3:3 (1:1) | Bandera de Argentina | Argentina |
| 25 de mayo de 1994      | Guayaquil | Amistoso    | Ecuador   | Bandera de Ecuador   | 1:0 (0:0) | Bandera de Argentina | Argentina |
| 31 de mayo de 1994      | Tel Aviv  | Amistoso    | Israel    | Bandera de Israel    | 0:3 (0:1) | Bandera de Argentina | Argentina |
| 4 de junio de 1994      | Zagreb    | Amistoso    | Croacia   | Bandera de Croacia   | 0:0       | Bandera de Argentina | Argentina |

#### Argentina vs. Alemania
| 15 de diciembre de 1993 | Argentina           | 2:1 (1:1) | Alemania  | Orange Bowl, Miami                                     |                                                        |
|                         | Díaz 4' · Balbo 64' | Reporte   | Möller 8' | Asistencia: 33 000 espectadores Árbitro(s): Philip Don | Asistencia: 33 000 espectadores Árbitro(s): Philip Don |

| Uniformes | Uniformes |
| --------- | --------- |
|           |           |

#### Brasil vs. Argentina
| 24 de marzo de 1994 | Brasil         | 2:0 (1:0) | Argentina | Estadio de Arruda, Recife                                   |                                                             |
|                     | Bebeto 6', 75' | Reporte   |           | Asistencia: 85 000 espectadores Árbitro(s): Wilson de Souza | Asistencia: 85 000 espectadores Árbitro(s): Wilson de Souza |

| Uniformes | Uniformes |
| --------- | --------- |
|           |           |

#### Argentina vs. Marruecos
| 20 de abril de 1994 | Argentina                                   | 3:1 (1:1) | Marruecos    | Estadio Gigante del Norte, Salta                            |                                                             |
|                     | Balbo 13' · Maradona 55' (pen.) · Pérez 81' | Reporte   | Kachloul 18' | Asistencia: 35 000 espectadores Árbitro(s): Oscar Velásquez | Asistencia: 35 000 espectadores Árbitro(s): Oscar Velásquez |

| Uniformes | Uniformes |
| --------- | --------- |
|           |           |

#### Chile vs. Argentina
| 18 de mayo de 1994 | Chile                        | 3:3 (1:1) | Argentina                           | Estadio Nacional, Santiago                                     |                                                                |
|                    | Barrera 33', 80' · Salas 76' | Reporte   | Chamot 9' · Balbo 69' · Ruggeri 83' | Asistencia: 62 000 espectadores Árbitro(s): Eduardo Diuznewski | Asistencia: 62 000 espectadores Árbitro(s): Eduardo Diuznewski |

| Uniformes | Uniformes |
| --------- | --------- |
|           |           |

#### Ecuador vs. Argentina
| 25 de mayo de 1994 | Ecuador        | 1:0 (0:0) | Argentina | Estadio Monumental, Guayaquil                              |                                                            |
|                    | B. Tenorio 72' | Reporte   |           | Asistencia: 45 000 espectadores Árbitro(s): Jorge Orellana | Asistencia: 45 000 espectadores Árbitro(s): Jorge Orellana |

| Uniformes | Uniformes |
| --------- | --------- |
|           |           |

#### Israel vs. Argentina
| 31 de mayo de 1994 | Israel | 0:3 (0:1) | Argentina                         | Bloomfield Stadium, Tel Aviv                              |                                                           |
|                    |        | Reporte   | Batistuta 27', 49' · Caniggia 53' | Asistencia: 30 000 espectadores Árbitro(s): Loizos Loizou | Asistencia: 30 000 espectadores Árbitro(s): Loizos Loizou |

| Uniformes | Uniformes |
| --------- | --------- |
|           |           |

#### Croacia vs. Argentina
| 4 de junio de 1994 | Croacia | 0:0     | Argentina | Estadio Maksimir, Zagreb                                 |                                                          |
|                    |         | Reporte |           | Asistencia: 38 000 espectadores Árbitro(s): Gerd Grabher | Asistencia: 38 000 espectadores Árbitro(s): Gerd Grabher |

| Uniformes | Uniformes |
| --------- | --------- |
|           |           |

## Uniforme

### Oficial

#### Manga corta
| Opción 1 | Opción 2 | Opción 3 | Opción 4 |

#### Manga larga
| Opción 1 | Opción 2 | Opción 3 | Opción 4 |

### Alternativo

#### Manga corta
| Opción 1 | Opción 2 | Opción 3 | Opción 4 |

#### Manga larga
| Opción 1 | Opción 2 | Opción 3 | Opción 4 |

## Plantel
| #  | Nombre                    | Posición      | Fecha de Nacimiento     | PJ Sel | Club                 |
| -- | ------------------------- | ------------- | ----------------------- | ------ | -------------------- |
| 1  | Sergio Goycochea          | Portero       | 17 de octubre de 1963   |        | River Plate          |
| 2  | Sergio Vázquez            | Defensa       | 23 de noviembre de 1965 |        | Universidad Católica |
| 3  | José Chamot               | Defensa       | 17 de mayo de 1969      |        | Foggia               |
| 4  | Roberto Sensini           | Defensa       | 12 de octubre de 1966   |        | Parma                |
| 5  | Fernando Redondo          | Mediocampista | 6 de junio de 1969      |        | Tenerife             |
| 6  | Oscar Ruggeri2.º          | Defensa       | 26 de enero de 1962     |        | San Lorenzo          |
| 7  | Claudio Caniggia          | Delantero     | 9 de enero de 1967      |        | Roma                 |
| 8  | José Basualdo             | Mediocampista | 20 de junio de 1963     |        | Vélez Sarsfield      |
| 9  | Gabriel Batistuta         | Delantero     | 1 de febrero de 1969    |        | Fiorentina           |
| 10 | Diego Maradona †          | Mediocampista | 30 de octubre de 1960   |        | Newell's Old Boys    |
| 11 | Ramón Ismael Medina Bello | Delantero     | 29 de abril de 1966     |        | River Plate          |
| 12 | Luis Islas                | Portero       | 22 de diciembre de 1965 |        | Independiente        |
| 13 | Fernando Cáceres          | Defensor      | 7 de febrero de 1969    |        | Real Zaragoza        |
| 14 | Diego Simeone             | Mediocampista | 28 de abril de 1970     |        | Sevilla              |
| 15 | Jorge Borelli             | Defensor      | 2 de noviembre de 1964  |        | Racing Club          |
| 16 | Hernán Díaz               | Defensor      | 27 de febrero de 1965   |        | River Plate          |
| 17 | Ariel Ortega              | Delantero     | 4 de marzo de 1974      |        | River Plate          |
| 18 | Hugo Pérez                | Mediocampista | 6 de septiembre de 1968 |        | Independiente        |
| 19 | Abel Balbo                | Delantero     | 1 de junio de 1966      |        | Roma                 |
| 20 | Leonardo Rodríguez        | Mediocampista | 27 de agosto de 1966    |        | Borussia Dortmund    |
| 21 | Alejandro Mancuso         | Mediocampista | 4 de septiembre de 1968 |        | Boca Juniors         |
| 22 | Norberto Scoponi          | Portero       | 13 de enero de 1961     |        | Newell's Old Boys    |
| DT | Alfio Basile              |               |                         |        |                      |

Fueron notables en la lista definitiva las ausencias de Carlos Mac Allister, Néstor Gorosito, Alberto Federico Acosta iba a ser el jugador n°23 en dicho mundial, Claudio Omar García, Gustavo Zapata, Ricardo Altamirano, Julio Saldaña, Néstor Craviotto, Julio Alberto Zamora, entre otros jugadores que estuvieron en las Copas América de los años 1991 y 1993, más los partidos oficiales y no oficiales de los cuales fueron parte del proceso de eliminatorias y amistosos previos preparatorios.

### Cuerpo técnico
| · Cuerpo técnico | · Cuerpo técnico | · Cuerpo técnico | · Cuerpo técnico                  |
| ---------------- | ---------------- | ---------------- | --------------------------------- |
| Entrenador:      | Alfio Basile     | Asistentes:      | Reinaldo Merlo Rubén Osvaldo Díaz |

## Participación
- Los horarios corresponden a la hora local, según la zona horaria de cada partido:

Tiempo del Este: EDT (UTC-4)
Tiempo estándar del Centro: CDT (UTC-5)
Tiempo del Pacífico: PDT (UTC-7)

### Partidos
| Fecha       | Lugar       | Instancia        |           |                      | Resultado |                      |           |
| ----------- | ----------- | ---------------- | --------- | -------------------- | --------- | -------------------- | --------- |
| 21 de junio | Foxborough  | Fase de grupos   | Argentina | Bandera de Argentina | 4:0 (2:0) | Bandera de Grecia    | Grecia    |
| 25 de junio | Foxborough  | Fase de grupos   | Argentina | Bandera de Argentina | 2:1 (2:1) | Bandera de Nigeria   | Nigeria   |
| 30 de junio | Dallas      | Fase de grupos   | Argentina | Bandera de Argentina | 0:2 (0:0) | Bandera de Bulgaria  | Bulgaria  |
| 3 de julio  | Los Ángeles | Octavos de final | Rumania   | Bandera de Rumania   | 3:2 (2:1) | Bandera de Argentina | Argentina |

### Fase de grupos - Grupo D
El seleccionado albiceleste comenzó el mundial con el pie derecho, goleando a la selección griega por 4 a 0. Se destaca el tercer gol, producto de una jugada colectiva que terminó con la definición de Diego Maradona. El segundo partido también fue positivo para esta selección, un triunfo por 2 a 1 contra Nigeria, con dos goles de Caniggia, dejaban a Argentina a un paso de la clasificación a los octavos de final. Sin embargo, el control antidopaje realizado a Maradona luego del partido detectó la presencia de efedrina, norefedrina, seudoefedrina, norseudoefedrina y metaefedrina, sustancias con efectos estimulantes. La ausencia de un importante referente futbolístico, y capitán del equipo, afectó al plantel en su juego, y en el tercer partido cayó ante Bulgaria por 2 a 0. Sin embargo consiguió la clasificación por ser uno de los "mejores terceros".
| Selección | Pts | PJ | PG | PE | PP | GF | GC | Dif |
| --------- | --- | -- | -- | -- | -- | -- | -- | --- |
| Nigeria   | 6   | 3  | 2  | 0  | 1  | 6  | 2  | 4   |
| Bulgaria  | 6   | 3  | 2  | 0  | 1  | 6  | 3  | 3   |
| Argentina | 6   | 3  | 2  | 0  | 1  | 6  | 3  | 3   |
| Grecia    | 0   | 3  | 0  | 0  | 3  | 0  | 10 | –10 |

|  | Clasificados a los octavos de final.                   |
|  | Clasificado a los octavos de final como mejor tercero. |

#### Mejores terceros
| Selección      | Grupo | Pts | PJ | PG | PE | PP | GF | GC | Dif |
| -------------- | ----- | --- | -- | -- | -- | -- | -- | -- | --- |
| Argentina      | D     | 6   | 3  | 2  | 0  | 1  | 6  | 3  | 3   |
| Bélgica        | F     | 6   | 3  | 2  | 0  | 1  | 2  | 1  | 1   |
| Estados Unidos | A     | 4   | 3  | 1  | 1  | 1  | 3  | 3  | 0   |
| Italia         | E     | 4   | 3  | 1  | 1  | 1  | 2  | 2  | 0   |
| Rusia          | B     | 3   | 3  | 1  | 0  | 2  | 7  | 6  | 1   |
| Corea del Sur  | C     | 2   | 3  | 0  | 2  | 1  | 4  | 5  | −1  |

|  | Clasificados a los octavos de final. |

#### Argentina vs. Grecia
| 21 de junio, 12:30 | Argentina                                    | 4:0 (2:0) | Grecia | Foxboro Stadium, Boston                                    |                                                            |
|                    | Batistuta 2', 44', 89' (pen.) · Maradona 60' | Reporte   |        | Asistencia: 54 456 espectadores Árbitro(s): Arturo Angeles | Asistencia: 54 456 espectadores Árbitro(s): Arturo Angeles |

| 12         | Guardameta     | Luis Islas        |     |
| 3          | Defensa        | José Chamot       |     |
| 4          | Defensa        | Roberto Sensini   |     |
| 6          | Defensa        | Oscar Ruggeri     |     |
| 13         | Defensa        | Fernando Cáceres  |     |
| 5          | Centrocampista | Fernando Redondo  |     |
| 10         | Centrocampista | Diego Maradona    | 83' |
| 14         | Centrocampista | Diego Simeone     |     |
| 7          | Delantero      | Claudio Caniggia  |     |
| 9          | Delantero      | Gabriel Batistuta |     |
| 19         | Delantero      | Abel Balbo        | 80' |
| Entrenador | Entrenador     | Alfio Basile      |     |

| 1          | Guardameta     | Antonis Minou         |     |
| 2          | Defensa        | Stratos Apostolakis   |     |
| 3          | Defensa        | Thanasis Kolitsidakis |     |
| 4          | Defensa        | Stelios Manolas       |     |
| 5          | Defensa        | Ioannis Kalitzakis    |     |
| 6          | Centrocampista | Giotis Tsalouchidis   |     |
| 8          | Centrocampista | Nikos Nioplias        |     |
| 11         | Centrocampista | Nikos Tsiantakis      | 46' |
| 19         | Centrocampista | Savvas Kofidis        |     |
| 7          | Delantero      | Dimitris Saravakos    |     |
| 9          | Delantero      | Nikos Machlas         | 59' |
| Entrenador | Entrenador     | Alketas Panagoulias   |     |

| 21 | Centrocampista | Alejandro Mancuso | 80' |
| 17 | Delantero      | Ariel Ortega      | 83' |

| 12 | Centrocampista | Spiros Marangos   | 46' |
| 10 | Centrocampista | Tasos Mitropoulos | 59' |

| Anotado         | 2'  | Gabriel Batistuta | 1:0 |
| Anotado         | 44' | Gabriel Batistuta | 2:0 |
| Anotado         | 60' | Diego Maradona    | 3:0 |
| Anotado · Penal | 89' | Gabriel Batistuta | 4:0 |

| Amonestado | 40' | Fernando Cáceres |

| Amonestado | 25' | Giotis Tsalouchidis |
| Amonestado | 55' | Stelios Manolas     |

| Árbitro             | Arturo Angeles     |
| Árbitros asistentes | Park Hae-yong      |
| Árbitros asistentes | Jan Dolstra        |
| Cuarto árbitro      | Mario van der Ende |

| 12         | Guardameta     | Luis Islas        |     |
| 3          | Defensa        | José Chamot       |     |
| 4          | Defensa        | Roberto Sensini   |     |
| 6          | Defensa        | Oscar Ruggeri     |     |
| 13         | Defensa        | Fernando Cáceres  |     |
| 5          | Centrocampista | Fernando Redondo  |     |
| 10         | Centrocampista | Diego Maradona    | 83' |
| 14         | Centrocampista | Diego Simeone     |     |
| 7          | Delantero      | Claudio Caniggia  |     |
| 9          | Delantero      | Gabriel Batistuta |     |
| 19         | Delantero      | Abel Balbo        | 80' |
| Entrenador | Entrenador     | Alfio Basile      |     |

| 1          | Guardameta     | Antonis Minou         |     |
| 2          | Defensa        | Stratos Apostolakis   |     |
| 3          | Defensa        | Thanasis Kolitsidakis |     |
| 4          | Defensa        | Stelios Manolas       |     |
| 5          | Defensa        | Ioannis Kalitzakis    |     |
| 6          | Centrocampista | Giotis Tsalouchidis   |     |
| 8          | Centrocampista | Nikos Nioplias        |     |
| 11         | Centrocampista | Nikos Tsiantakis      | 46' |
| 19         | Centrocampista | Savvas Kofidis        |     |
| 7          | Delantero      | Dimitris Saravakos    |     |
| 9          | Delantero      | Nikos Machlas         | 59' |
| Entrenador | Entrenador     | Alketas Panagoulias   |     |

| 21 | Centrocampista | Alejandro Mancuso | 80' |
| 17 | Delantero      | Ariel Ortega      | 83' |

| 12 | Centrocampista | Spiros Marangos   | 46' |
| 10 | Centrocampista | Tasos Mitropoulos | 59' |

| Anotado         | 2'  | Gabriel Batistuta | 1:0 |
| Anotado         | 44' | Gabriel Batistuta | 2:0 |
| Anotado         | 60' | Diego Maradona    | 3:0 |
| Anotado · Penal | 89' | Gabriel Batistuta | 4:0 |

| Amonestado | 40' | Fernando Cáceres |

| Amonestado | 25' | Giotis Tsalouchidis |
| Amonestado | 55' | Stelios Manolas     |

| Árbitro             | Arturo Angeles     |
| Árbitros asistentes | Park Hae-yong      |
| Árbitros asistentes | Jan Dolstra        |
| Cuarto árbitro      | Mario van der Ende |

| Estadísticas      | Bandera de Argentina | Bandera de Grecia |
| Tiros             | 19                   | 8                 |
| Tiros a puerta    | 5                    | 3                 |
| Tiros en el palo  | 1                    | 0                 |
| Faltas            | 18                   | 17                |
| Saques de esquina | 2                    | 4                 |
| Penaltis          | 1 (1)                | 0                 |
| Fueras de juego   | 2                    | 4                 |
| Posesión de balón | 54%                  | 46%               |

#### Argentina vs. Nigeria
| 25 de junio, 16:00 | Argentina         | 2:1 (2:1) | Nigeria   | Foxboro Stadium, Boston                                 |                                                         |
|                    | Caniggia 21', 28' | Reporte   | Siasia 8' | Asistencia: 54 453 espectadores Árbitro(s): Bo Karlsson | Asistencia: 54 453 espectadores Árbitro(s): Bo Karlsson |

| 12         | Guardameta     | Luis Islas        |     |
| 3          | Defensa        | José Chamot       |     |
| 4          | Defensa        | Roberto Sensini   | 86' |
| 6          | Defensa        | Oscar Ruggeri     |     |
| 13         | Defensa        | Fernando Cáceres  |     |
| 5          | Centrocampista | Fernando Redondo  |     |
| 10         | Centrocampista | Diego Maradona    |     |
| 14         | Centrocampista | Diego Simeone     |     |
| 7          | Delantero      | Claudio Caniggia  |     |
| 9          | Delantero      | Gabriel Batistuta |     |
| 19         | Delantero      | Abel Balbo        | 70' |
| Entrenador | Entrenador     | Alfio Basile      |     |

| 1          | Guardameta     | Peter Rufai        |     |
| 2          | Defensa        | Augustine Eguavoen |     |
| 5          | Defensa        | Uche Okechukwu     |     |
| 6          | Defensa        | Chidi Nwanu        |     |
| 19         | Defensa        | Michael Emenalo    |     |
| 11         | Centrocampista | Emmanuel Amunike   |     |
| 15         | Centrocampista | Sunday Oliseh      | 86' |
| 7          | Delantero      | Finidi George      |     |
| 9          | Delantero      | Rashidi Yekini     |     |
| 12         | Delantero      | Samson Siasia      | 56' |
| 14         | Delantero      | Daniel Amokachi    |     |
| Entrenador | Entrenador     | Clemens Westerhof  |     |

| 21 | Centrocampista | Alejandro Mancuso | 70' |
| 16 | Defensa        | Hernán Díaz       | 86' |

| 21 | Centrocampista | Mutiu Adepoju  | 56' |
| 10 | Centrocampista | Jay-Jay Okocha | 86' |

| Anotado | 21' | Claudio Caniggia | 1:1 |
| Anotado | 28' | Claudio Caniggia | 2:1 |

| Anotado | 8' | Samson Siasia | 0:1 |

| Amonestado | 54' | Claudio Caniggia |

| Amonestado | 20' | Augustine Eguavoen |
| Amonestado | 53' | Michael Emenalo    |

| Árbitro             | Bo Karlsson     |
| Árbitros asistentes | Mikael Everstig |
| Árbitros asistentes | Luc Matthys     |
| Cuarto árbitro      | Leslie Mottram  |

| 12         | Guardameta     | Luis Islas        |     |
| 3          | Defensa        | José Chamot       |     |
| 4          | Defensa        | Roberto Sensini   | 86' |
| 6          | Defensa        | Oscar Ruggeri     |     |
| 13         | Defensa        | Fernando Cáceres  |     |
| 5          | Centrocampista | Fernando Redondo  |     |
| 10         | Centrocampista | Diego Maradona    |     |
| 14         | Centrocampista | Diego Simeone     |     |
| 7          | Delantero      | Claudio Caniggia  |     |
| 9          | Delantero      | Gabriel Batistuta |     |
| 19         | Delantero      | Abel Balbo        | 70' |
| Entrenador | Entrenador     | Alfio Basile      |     |

| 1          | Guardameta     | Peter Rufai        |     |
| 2          | Defensa        | Augustine Eguavoen |     |
| 5          | Defensa        | Uche Okechukwu     |     |
| 6          | Defensa        | Chidi Nwanu        |     |
| 19         | Defensa        | Michael Emenalo    |     |
| 11         | Centrocampista | Emmanuel Amunike   |     |
| 15         | Centrocampista | Sunday Oliseh      | 86' |
| 7          | Delantero      | Finidi George      |     |
| 9          | Delantero      | Rashidi Yekini     |     |
| 12         | Delantero      | Samson Siasia      | 56' |
| 14         | Delantero      | Daniel Amokachi    |     |
| Entrenador | Entrenador     | Clemens Westerhof  |     |

| 21 | Centrocampista | Alejandro Mancuso | 70' |
| 16 | Defensa        | Hernán Díaz       | 86' |

| 21 | Centrocampista | Mutiu Adepoju  | 56' |
| 10 | Centrocampista | Jay-Jay Okocha | 86' |

| Anotado | 21' | Claudio Caniggia | 1:1 |
| Anotado | 28' | Claudio Caniggia | 2:1 |

| Anotado | 8' | Samson Siasia | 0:1 |

| Amonestado | 54' | Claudio Caniggia |

| Amonestado | 20' | Augustine Eguavoen |
| Amonestado | 53' | Michael Emenalo    |

| Árbitro             | Bo Karlsson     |
| Árbitros asistentes | Mikael Everstig |
| Árbitros asistentes | Luc Matthys     |
| Cuarto árbitro      | Leslie Mottram  |

| Estadísticas      | Bandera de Argentina | Bandera de Nigeria |
| Tiros             | 17                   | 13                 |
| Tiros a puerta    | 7                    | 3                  |
| Tiros en el palo  | 0                    | 0                  |
| Faltas            | 5                    | 32                 |
| Saques de esquina | 5                    | 2                  |
| Penaltis          | 0                    | 0                  |
| Fueras de juego   | 0                    | 5                  |
| Posesión de balón | 61%                  | 39%                |

#### Argentina vs. Bulgaria
| 30 de junio, 18:30 | Argentina | 0:2 (0:0) | Bulgaria                    | Cotton Bowl Stadium, Dallas                             |                                                         |
|                    |           | Reporte   | Stoichkov 61' · Sirakov 90' | Asistencia: 63 998 espectadores Árbitro(s): Neji Jouini | Asistencia: 63 998 espectadores Árbitro(s): Neji Jouini |

| 12         | Guardameta     | Luis Islas        |     |
| 3          | Defensa        | José Chamot       |     |
| 6          | Defensa        | Oscar Ruggeri     |     |
| 13         | Defensa        | Fernando Cáceres  |     |
| 16         | Defensa        | Hernán Díaz       |     |
| 5          | Centrocampista | Fernando Redondo  |     |
| 14         | Centrocampista | Diego Simeone     |     |
| 20         | Centrocampista | Leo Rodríguez     | 67' |
| 7          | Delantero      | Claudio Caniggia  | 26' |
| 9          | Delantero      | Gabriel Batistuta |     |
| 19         | Delantero      | Abel Balbo        |     |
| Entrenador | Entrenador     | Alfio Basile      |     |

| 1          | Guardameta     | Borislav Mijailov |     |
| 2          | Defensa        | Emil Kremenliev   |     |
| 3          | Defensa        | Trifon Ivanov     |     |
| 4          | Defensa        | Tsanko Tsvetanov  |     |
| 5          | Defensa        | Petar Houbchev    |     |
| 6          | Centrocampista | Zlatko Yankov     |     |
| 9          | Centrocampista | Iordan Letchkov   | 77' |
| 20         | Centrocampista | Krasimir Balakov  |     |
| 7          | Delantero      | Emil Kostadinov   | 74' |
| 8          | Delantero      | Hristo Stoichkov  |     |
| 10         | Delantero      | Nasko Sirakov     |     |
| Entrenador | Entrenador     | Dimitar Penev     |     |

| 17 | Delantero | Ariel Ortega       | 26' |
| 11 | Delantero | Ramón Medina Bello | 67' |

| 16 | Defensa        | Ilián Kiriakov   | 74' |
| 11 | Centrocampista | Daniel Borimirov | 77' |

| Anotado | 61' | Hristo Stoichkov | 0:1 |
| Anotado | 90' | Nasko Sirakov    | 0:2 |

| Amonestado | 34' | Oscar Ruggeri     |
| Amonestado | 44' | Leo Rodríguez     |
| Amonestado | 81' | Gabriel Batistuta |

| Amonestado           | 7'  | Hristo Stoichkov |
| Amonestado           | 24' | Zlatko Yankov    |
| Amonestado           | 45' | Tsanko Tsvetanov |
| Amonestado           | 58' | Trifon Ivanov    |
| Otorgado · Expulsado | 67' | Tsanko Tsvetanov |
| Amonestado           | 74' | Krasimir Balakov |

| Árbitro             | Neji Jouini              |
| Árbitros asistentes | Tapio Yli-Karro          |
| Árbitros asistentes | El Jilali Mohamed Rharib |
| Cuarto árbitro      | Lim Kee Chong            |

| 12         | Guardameta     | Luis Islas        |     |
| 3          | Defensa        | José Chamot       |     |
| 6          | Defensa        | Oscar Ruggeri     |     |
| 13         | Defensa        | Fernando Cáceres  |     |
| 16         | Defensa        | Hernán Díaz       |     |
| 5          | Centrocampista | Fernando Redondo  |     |
| 14         | Centrocampista | Diego Simeone     |     |
| 20         | Centrocampista | Leo Rodríguez     | 67' |
| 7          | Delantero      | Claudio Caniggia  | 26' |
| 9          | Delantero      | Gabriel Batistuta |     |
| 19         | Delantero      | Abel Balbo        |     |
| Entrenador | Entrenador     | Alfio Basile      |     |

| 1          | Guardameta     | Borislav Mijailov |     |
| 2          | Defensa        | Emil Kremenliev   |     |
| 3          | Defensa        | Trifon Ivanov     |     |
| 4          | Defensa        | Tsanko Tsvetanov  |     |
| 5          | Defensa        | Petar Houbchev    |     |
| 6          | Centrocampista | Zlatko Yankov     |     |
| 9          | Centrocampista | Iordan Letchkov   | 77' |
| 20         | Centrocampista | Krasimir Balakov  |     |
| 7          | Delantero      | Emil Kostadinov   | 74' |
| 8          | Delantero      | Hristo Stoichkov  |     |
| 10         | Delantero      | Nasko Sirakov     |     |
| Entrenador | Entrenador     | Dimitar Penev     |     |

| 17 | Delantero | Ariel Ortega       | 26' |
| 11 | Delantero | Ramón Medina Bello | 67' |

| 16 | Defensa        | Ilián Kiriakov   | 74' |
| 11 | Centrocampista | Daniel Borimirov | 77' |

| Anotado | 61' | Hristo Stoichkov | 0:1 |
| Anotado | 90' | Nasko Sirakov    | 0:2 |

| Amonestado | 34' | Oscar Ruggeri     |
| Amonestado | 44' | Leo Rodríguez     |
| Amonestado | 81' | Gabriel Batistuta |

| Amonestado           | 7'  | Hristo Stoichkov |
| Amonestado           | 24' | Zlatko Yankov    |
| Amonestado           | 45' | Tsanko Tsvetanov |
| Amonestado           | 58' | Trifon Ivanov    |
| Otorgado · Expulsado | 67' | Tsanko Tsvetanov |
| Amonestado           | 74' | Krasimir Balakov |

| Árbitro             | Neji Jouini              |
| Árbitros asistentes | Tapio Yli-Karro          |
| Árbitros asistentes | El Jilali Mohamed Rharib |
| Cuarto árbitro      | Lim Kee Chong            |

| Estadísticas      | Bandera de Argentina | Bandera de Bulgaria |
| Tiros             | 18                   | 10                  |
| Tiros a puerta    | 2                    | 5                   |
| Tiros en el palo  | 0                    | 0                   |
| Faltas            | 15                   | 21                  |
| Saques de esquina | 6                    | 3                   |
| Penaltis          | 0                    | 0                   |
| Fueras de juego   | 1                    | 7                   |
| Posesión de balón | 56%                  | 44%                 |

### Octavos de final

#### Rumania vs. Argentina
La selección se disponía a jugar el partido por los octavos de final con un plantel afectado futbolística y anímicamente por la expulsión de Maradona del torneo. El equipo tenía delante un difícil partido ante Rumania, quien había clasificado en el primer lugar del Grupo A. El encuentro finalizaría con una derrota de los albicelestes por 3 a 2, lo que significó el fin de la participación Argentina en esa Copa del Mundo.
| 3 de julio, 13:30 | Rumania                        | 3:2 (2:1) | Argentina                        | Rose Bowl Stadium, Los Ángeles                                 |                                                                |
|                   | Dumitrescu 11', 18' · Hagi 58' | Reporte   | Batistuta 16' (pen.) · Balbo 75' | Asistencia: 90 469 espectadores Árbitro(s): Pierluigi Pairetto | Asistencia: 90 469 espectadores Árbitro(s): Pierluigi Pairetto |

| 1          | Guardameta     | Florin Prunea      |     |
| 2          | Defensa        | Dan Petrescu       |     |
| 3          | Defensa        | Daniel Prodan      |     |
| 4          | Defensa        | Miodrag Belodedici |     |
| 6          | Defensa        | Gheorghe Popescu   |     |
| 13         | Defensa        | Tibor Selymes      |     |
| 14         | Defensa        | Gheorghe Mihali    |     |
| 5          | Centrocampista | Ioan Lupescu       |     |
| 7          | Centrocampista | Dorinel Munteanu   |     |
| 10         | Centrocampista | Gheorghe Hagi      | 85' |
| 11         | Delantero      | Ilie Dumitrescu    | 88' |
| Entrenador | Entrenador     | Anghel Iordănescu  |     |

| 12         | Guardameta     | Luis Islas        |     |
| 3          | Defensa        | José Chamot       |     |
| 4          | Defensa        | Roberto Sensini   | 62' |
| 6          | Defensa        | Oscar Ruggeri     |     |
| 13         | Defensa        | Fernando Cáceres  |     |
| 5          | Centrocampista | Fernando Redondo  |     |
| 8          | Centrocampista | José Basualdo     |     |
| 14         | Centrocampista | Diego Simeone     |     |
| 9          | Delantero      | Gabriel Batistuta |     |
| 17         | Delantero      | Ariel Ortega      |     |
| 19         | Delantero      | Abel Balbo        |     |
| Entrenador | Entrenador     | Alfio Basile      |     |

| 18 | Centrocampista | Constantin Gâlcă | 85' |
| 19 | Defensa        | Corneliu Papură  | 88' |

| 11 | Delantero | Ramón Medina Bello | 62' |

| Anotado | 11' | Ilie Dumitrescu | 1:0 |
| Anotado | 18' | Ilie Dumitrescu | 2:1 |
| Anotado | 58' | Gheorghe Hagi   | 3:1 |

| Anotado · Penal | 16' | Gabriel Batistuta | 1:1 |
| Anotado         | 75' | Abel Balbo        | 3:2 |

| Amonestado | 50' | Gheorghe Popescu |
| Amonestado | 68' | Tibor Selymes    |
| Amonestado | 84' | Ilie Dumitrescu  |

| Amonestado | 33' | Oscar Ruggeri    |
| Amonestado | 55' | Fernando Redondo |
| Amonestado | 56' | José Chamot      |
| Amonestado | 83' | Fernando Cáceres |

| Árbitro             | Pierluigi Pairetto |
| Árbitros asistentes | Domenico Ramicone  |
| Árbitros asistentes | Luc Matthys        |
| Cuarto árbitro      | Lim Kee Chong      |

| 1          | Guardameta     | Florin Prunea      |     |
| 2          | Defensa        | Dan Petrescu       |     |
| 3          | Defensa        | Daniel Prodan      |     |
| 4          | Defensa        | Miodrag Belodedici |     |
| 6          | Defensa        | Gheorghe Popescu   |     |
| 13         | Defensa        | Tibor Selymes      |     |
| 14         | Defensa        | Gheorghe Mihali    |     |
| 5          | Centrocampista | Ioan Lupescu       |     |
| 7          | Centrocampista | Dorinel Munteanu   |     |
| 10         | Centrocampista | Gheorghe Hagi      | 85' |
| 11         | Delantero      | Ilie Dumitrescu    | 88' |
| Entrenador | Entrenador     | Anghel Iordănescu  |     |

| 12         | Guardameta     | Luis Islas        |     |
| 3          | Defensa        | José Chamot       |     |
| 4          | Defensa        | Roberto Sensini   | 62' |
| 6          | Defensa        | Oscar Ruggeri     |     |
| 13         | Defensa        | Fernando Cáceres  |     |
| 5          | Centrocampista | Fernando Redondo  |     |
| 8          | Centrocampista | José Basualdo     |     |
| 14         | Centrocampista | Diego Simeone     |     |
| 9          | Delantero      | Gabriel Batistuta |     |
| 17         | Delantero      | Ariel Ortega      |     |
| 19         | Delantero      | Abel Balbo        |     |
| Entrenador | Entrenador     | Alfio Basile      |     |

| 18 | Centrocampista | Constantin Gâlcă | 85' |
| 19 | Defensa        | Corneliu Papură  | 88' |

| 11 | Delantero | Ramón Medina Bello | 62' |

| Anotado | 11' | Ilie Dumitrescu | 1:0 |
| Anotado | 18' | Ilie Dumitrescu | 2:1 |
| Anotado | 58' | Gheorghe Hagi   | 3:1 |

| Anotado · Penal | 16' | Gabriel Batistuta | 1:1 |
| Anotado         | 75' | Abel Balbo        | 3:2 |

| Amonestado | 50' | Gheorghe Popescu |
| Amonestado | 68' | Tibor Selymes    |
| Amonestado | 84' | Ilie Dumitrescu  |

| Amonestado | 33' | Oscar Ruggeri    |
| Amonestado | 55' | Fernando Redondo |
| Amonestado | 56' | José Chamot      |
| Amonestado | 83' | Fernando Cáceres |

| Árbitro             | Pierluigi Pairetto |
| Árbitros asistentes | Domenico Ramicone  |
| Árbitros asistentes | Luc Matthys        |
| Cuarto árbitro      | Lim Kee Chong      |

| Estadísticas      | Bandera de Rumania | Bandera de Argentina |
| Tiros             | 13                 | 22                   |
| Tiros a puerta    | 9                  | 8                    |
| Tiros en el palo  | 0                  | 0                    |
| Faltas            | 17                 | 19                   |
| Saques de esquina | 4                  | 5                    |
| Penaltis          | 0                  | 1 (1)                |
| Fueras de juego   | 6                  | 3                    |
| Posesión de balón | 39%                | 61%                  |

## Participación de jugadores
|    | Pos            | Jugador            | Equipo                     | PJ | Goles |
| -- | -------------- | ------------------ | -------------------------- | -- | ----- |
| 1  | Guardameta     | Sergio Goycochea   | River Plate                | 0  | 0     |
| 2  | Defensa        | Sergio Vázquez     | Universidad Católica (CHI) | 0  | 0     |
| 3  | Defensa        | José Chamot        | Foggia (ITA)               | 4  | 0     |
| 4  | Defensa        | Roberto Sensini    | Parma (ITA)                | 3  | 0     |
| 5  | Centrocampista | Fernando Redondo   | Tenerife (ESP)             | 4  | 0     |
| 6  | Defensa        | Oscar Ruggeri      | San Lorenzo                | 4  | 0     |
| 7  | Delantero      | Claudio Caniggia   | Roma (ITA)                 | 3  | 2     |
| 8  | Centrocampista | José Basualdo      | Vélez Sarsfield            | 1  | 0     |
| 9  | Delantero      | Gabriel Batistuta  | Fiorentina (ITA)           | 4  | 4     |
| 10 | Centrocampista | Diego Maradona     | Newell's                   | 2  | 1     |
| 11 | Delantero      | Ramón Medina Bello | Yokohama Marinos (JPN)     | 2  | 0     |
| 12 | Guardameta     | Luis Islas         | Independiente              | 4  | 0     |
| 13 | Defensa        | Fernando Cáceres   | Real Zaragoza (ESP)        | 4  | 0     |
| 14 | Centrocampista | Diego Simeone      | Sevilla (ESP)              | 4  | 0     |
| 15 | Defensa        | Jorge Borelli      | Racing                     | 0  | 0     |
| 16 | Defensa        | Hernán Díaz        | River Plate                | 2  | 0     |
| 17 | Delantero      | Ariel Ortega       | River Plate                | 3  | 0     |
| 18 | Centrocampista | Hugo Pérez         | Independiente              | 0  | 0     |
| 19 | Delantero      | Abel Balbo         | Roma (ITA)                 | 4  | 1     |
| 20 | Centrocampista | Leonardo Rodríguez | Borussia Dortmund (ALE)    | 1  | 0     |
| 21 | Centrocampista | Alejandro Mancuso  | Boca Juniors               | 2  | 0     |
| 22 | Guardameta     | Norberto Scoponi   | Newell's                   | 0  | 0     |